# Аспідка
«Аспідка», або «Аспідно-синій дирижабль», — філателістічна назва рідкісної авіапоштової марки СРСР з серії «Дирижаблебудування в СРСР», випущеної в травні 1931 року.

## Опис і рідкість
На марці зображений дирижабль над земною кулею. Номінал 50 копійок. Творець мініатюри — художник Василь Зав'ялов.

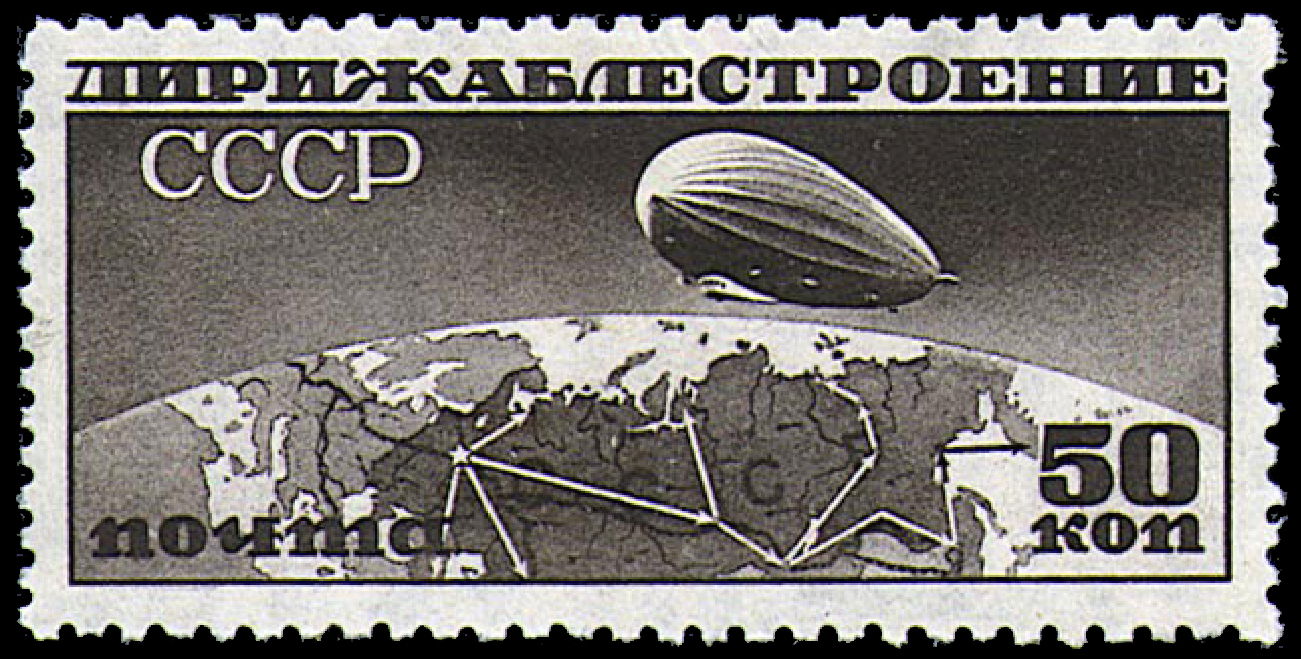
Різновид нормального кольору

Марка проектувалася до видання в темно-коричневому кольорі. Проте при виготовленні невелика частка тиражу, в кількості 3 тисячі штук, була віддрукована чорно-синьою (аспідною) фарбою. Це одна з рідкісних радянських поштових марок.
Ще рідша ця ж марка в беззубцьовому варіанті. Її тираж 24 штуки, тобто це один лист, що випадково опинився неперфорованим. Марка описана в спеціальному каталозі авіапошти «Санабрія» (англ. Sanabria's Air Post Catalogue, США), виданому в 1966 році; вартість марки оцінювалася тоді в 350 доларів. Радянським колекціонерам було відомо три екземпляри.

## Історія
Серія марок «Дирижаблебудування» з'явилася в той час, коли увага радянського уряду і громадськості була спрямована на розвиток цього виду повітроплавання у зв'язку з першим прильотом в СРСР німецького дирижабля «Граф Цепелін» у вересні 1930 року.
У 1931 році журнал «Радянський колекціонер» написав з приводу випуску 50-копійчаної марки цієї серії:
|  | Марка в 50 коп. фіксує роль дирижабля в дослідженні маловідомих областей земної кулі. Повітряний корабель пролітає над Північним полюсом, який за останні роки прикував до себе увагу всього світу, особливо після катастрофи дирижабля «Італія» і незабутніх подвигів криголама «Красин» (1916). |